# كلايف ديربي-لويس
كلايف ديربي-لويس هو سياسي جنوب أفريقي، ولد في 22 يناير 1936 في كيب تاون في جنوب أفريقيا، وتوفي في 3 نوفمبر 2016 في بريتوريا في جنوب أفريقيا بسبب سرطان. نشط حزبياً في Conservative Party (South Africa) ‏. وقد انتخب عضو برلمان جنوب أفريقيا ‏.